# Coccothrinax saxicola
Coccothrinax saxicola är en enhjärtbladig växtart som beskrevs av Leon. Coccothrinax saxicola ingår i släktet Coccothrinax och familjen Arecaceae. Inga underarter finns listade i Catalogue of Life.